# 2017年メキシコグランプリ
2017年メキシコグランプリ（2017 Mexican Grand Prix）は、2017年のF1世界選手権第18戦として、2017年10月29日にエルマノス・ロドリゲス・サーキットで開催された。
正式名称は「FORMULA 1 GRAN PREMIO DE MÉXICO 2017」。

## レース前
ドライバーズランキング首位のルイス・ハミルトンは、2位のセバスチャン・ベッテルに66点差を付けており、当レースで以下の条件のいずれかを満たせば、2戦を残して2年ぶり4度目のチャンピオンが決定する。
- ハミルトンが5位以内で完走の場合、ベッテルの順位に関係なくチャンピオン決定
- ハミルトンが6位～8位の場合、ベッテルが2位以下かリタイア
- ハミルトンが9位以下またはリタイアの場合、ベッテルが3位以下かリタイア

このレースでピレリが供給するドライタイヤのコンパウンドは、ソフト、スーパーソフト、ウルトラソフトの3種類。
ホンダは、マクラーレンの両ドライバー（フェルナンド・アロンソとストフェル・バンドーン）のパワーユニットを交換することを決定。既に両者とも規定の4基を大きく上回っているため、大幅なグリッド降格となる。
FIAは、前年のメキシコGPと前戦アメリカGPでトラックリミットによるペナルティで降格したことにより表彰台に上がれなかったマックス・フェルスタッペンの一件を受け、ターン1と2の間、ターン8、ターン11の3箇所にトラックリミット防止のためのスピードバンプを設置した。
ドライバー交代
- トロ・ロッソは、スーパーフォーミュラ最終戦に参戦のため前戦アメリカGPを欠場したピエール・ガスリーが復帰し、アメリカGPでF1デビューを果たしたブレンドン・ハートレイとのラインナップで残り3戦を戦うことが決まった。これにより、ダニール・クビアトは再びシートを失うことになった[5][6]。

カーナンバー変更
- ブレンドン・ハートレイが、カーナンバーを39から28に変更した。

## フリー走行
予選までの開催日時はCDT (UTC-5）。

### 1回目(FP1)
2017年10月27日 10:00

### 2回目(FP2)
2017年10月27日 14:00

### 3回目(FP3)
2017年10月28日 10:00

## 予選
2017年10月28日 13:00
セバスチャン・ベッテルが通算50回目のポールポジションを獲得した。

### 経過
気温20度、路面温度43度、晴天のドライコンディションで行われた。

### 結果
| Pos.                | No. | ドライバー                 | コンストラクター                | Q1       | Q2       | Q3       | Grid |
| ------------------- | --- | -------------------------- | ------------------------------- | -------- | -------- | -------- | ---- |
| 1                   | 5   | セバスチャン・ベッテル     | フェラーリ                      | 1:17.665 | 1:16.870 | 1:16.488 | 1    |
| 2                   | 33  | マックス・フェルスタッペン | レッドブル-タグ・ホイヤー       | 1:17.630 | 1:16.524 | 1:16.574 | 2    |
| 3                   | 44  | ルイス・ハミルトン         | メルセデス                      | 1:17.518 | 1:17.035 | 1:16.934 | 3    |
| 4                   | 77  | バルテリ・ボッタス         | メルセデス                      | 1:17.578 | 1:17.161 | 1:16.958 | 4    |
| 5                   | 7   | キミ・ライコネン           | フェラーリ                      | 1:18.148 | 1:17.534 | 1:17.238 | 5    |
| 6                   | 31  | エステバン・オコン         | フォース・インディア-メルセデス | 1:18.336 | 1:17.827 | 1:17.437 | 6    |
| 7                   | 3   | ダニエル・リカルド         | レッドブル-タグ・ホイヤー       | 1:18.208 | 1:17.631 | 1:17.447 | 16 1 |
| 8                   | 27  | ニコ・ヒュルケンベルグ     | ルノー                          | 1:18.322 | 1:17.792 | 1:17.466 | 7    |
| 9                   | 55  | カルロス・サインツ         | ルノー                          | 1:18.405 | 1:17.753 | 1:17.794 | 8    |
| 10                  | 11  | セルジオ・ペレス           | フォース・インディア-メルセデス | 1:18.020 | 1:17.868 | 1:17.807 | 9    |
| 11                  | 19  | フェリペ・マッサ           | ウィリアムズ-メルセデス         | 1:18.570 | 1:18.099 |          | 10   |
| 12                  | 18  | ランス・ストロール         | ウィリアムズ-メルセデス         | 1:18.902 | 1:19.159 |          | 11   |
| 13                  | 28  | ブレンドン・ハートレイ     | トロ・ロッソ                    | 1:18.683 | no time  |          | 17 2 |
| 14                  | 14  | フェルナンド・アロンソ     | マクラーレン-ホンダ             | 1:17.710 | no time  |          | 18 3 |
| 15                  | 2   | ストフェル・バンドーン     | マクラーレン-ホンダ             | 1:18.578 | no time  |          | 19 4 |
| 16                  | 9   | マーカス・エリクソン       | ザウバー-フェラーリ             | 1:19.176 |          |          | 12   |
| 17                  | 94  | パスカル・ウェーレイン     | ザウバー-フェラーリ             | 1:19.333 |          |          | 13   |
| 18                  | 20  | ケビン・マグヌッセン       | ハース-フェラーリ               | 1:19.443 |          |          | 14   |
| 19                  | 8   | ロマン・グロージャン       | ハース-フェラーリ               | 1:19.473 |          |          | 15   |
| 107% time: 1:22.944 |     |                            |                                 |          |          |          |      |
| NC                  | 10  | ピエール・ガスリー         | トロ・ロッソ                    | no time  |          |          | 20 5 |
| ソース              |     |                            |                                 |          |          |          |      |

追記
- 以下のドライバーがペナルティのためグリッド降格となったが、グリッド降格は最大でも最後尾（20番グリッド）であり、かつ複数のドライバーがペナルティの対象となったため、実際に降格したグリッド数とは異なる。
  - ^1 - リカルドは決勝前に4基を超えるパワーユニット交換（7基目のMGU-H、6基目のエンジン(ICE)とターボチャージャー(TC)）を行ったため20グリッド降格[9]
  - ^2 - ハートレイは決勝前に4基を超えるパワーユニット交換（7基目のMGU-HとICE、6基目のTC）を行ったため20グリッド降格[10]
  - ^3 - アロンソはFP1で4基を超えるパワーユニット交換（11基目のTCとMGU-H、9基目のエンジン(ICE)）を行ったため20グリッド降格[11]
  - ^4 - バンドーンはFP1で4基を超えるパワーユニット交換（12基目のTCとMGU-H、10基目のICE、9基目のMGU-K、7基目のバッテリー(ES)と電子制御装置(CE)）を行ったため35グリッド降格[12]
- ^5 - ガスリーは予選に出走できなかったが、スチュワードの判断により最後尾スタートで決勝出走を許可された[13]。なお、FP1、FP3および決勝前に4基を超えるパワーユニット交換（FP1に5基目のICE、FP3に7基目のMGU-H、決勝前に6基目のTC）により合計20グリッド降格となっている[14][15][16]

## 決勝
2017年10月29日 13:00（開催日時はCST (UTC-6））
スタートでマックス・フェルスタッペンがトップに立ち、そのまま独走で今シーズン2勝目。フェルスタッペンとメルセデス勢に抜かれたセバスチャン・ベッテルはルイス・ハミルトンと接触、両者ともピットインを強いられたことにより、チャンピオンの行方は事実上決した。ベッテルは順位を挽回させたが4位、ハミルトンは9位に終わったが、2年ぶり4回目のチャンピオンが決定した。

### 結果
| Pos.   | No. | ドライバー                 | コンストラクター                | 周回数 | タイム/リタイア | Grid | Pts. |
| ------ | --- | -------------------------- | ------------------------------- | ------ | --------------- | ---- | ---- |
| 1      | 33  | マックス・フェルスタッペン | レッドブル-タグ・ホイヤー       | 71     | 1:36:26.552     | 2    | 25   |
| 2      | 77  | バルテリ・ボッタス         | メルセデス                      | 71     | +19.678         | 4    | 18   |
| 3      | 7   | キミ・ライコネン           | フェラーリ                      | 71     | +54.007         | 5    | 15   |
| 4      | 5   | セバスチャン・ベッテル     | フェラーリ                      | 71     | +1:10.078       | 1    | 12   |
| 5      | 31  | エステバン・オコン         | フォース・インディア-メルセデス | 70     | +1 Lap          | 6    | 10   |
| 6      | 18  | ランス・ストロール         | ウィリアムズ-メルセデス         | 70     | +1 Lap          | 11   | 8    |
| 7      | 11  | セルジオ・ペレス           | フォース・インディア-メルセデス | 70     | +1 Lap          | 9    | 6    |
| 8      | 20  | ケビン・マグヌッセン       | ハース-フェラーリ               | 70     | +1 Lap          | 14   | 4    |
| 9      | 44  | ルイス・ハミルトン         | メルセデス                      | 70     | +1 Lap          | 3    | 2    |
| 10     | 14  | フェルナンド・アロンソ     | マクラーレン-ホンダ             | 70     | +1 Lap          | 18   | 1    |
| 11     | 19  | フェリペ・マッサ           | ウィリアムズ-メルセデス         | 70     | +1 Lap          | 10   |      |
| 12     | 2   | ストフェル・バンドーン     | マクラーレン-ホンダ             | 70     | +1 Lap          | 19   |      |
| 13     | 10  | ピエール・ガスリー         | トロ・ロッソ                    | 70     | +1 Lap          | 20   |      |
| 14     | 94  | パスカル・ウェーレイン     | ザウバー-フェラーリ             | 69     | +2 Laps         | 13   |      |
| 15     | 8   | ロマン・グロージャン       | ハース-フェラーリ               | 69     | +2 Laps         | 15   |      |
| Ret    | 55  | カルロス・サインツ         | ルノー                          | 59     | パワーユニット  | 8    |      |
| Ret    | 9   | マーカス・エリクソン       | ザウバー-フェラーリ             | 55     | パワーユニット  | 12   |      |
| Ret    | 28  | ブレンドン・ハートレイ     | トロ・ロッソ                    | 30     | パワーユニット  | 17   |      |
| Ret    | 27  | ニコ・ヒュルケンベルグ     | ルノー                          | 24     | 電気系統        | 7    |      |
| Ret    | 3   | ダニエル・リカルド         | レッドブル-タグ・ホイヤー       | 5      | パワーユニット  | 16   |      |
| ソース |     |                            |                                 |        |                 |      |      |

ファステストラップ
- セバスチャン・ベッテル（フェラーリ） 1:18.785（68周目）

ラップリーダー
- マックス・フェルスタッペン (Lap 1-71)

## 第18戦終了時点のランキング
|  | 順位 | ドライバー             | ポイント |
|  | ---- | ---------------------- | -------- |
|  | 1    | ルイス・ハミルトン     | 333      |
|  | 2    | セバスチャン・ベッテル | 277      |
|  | 3    | バルテリ・ボッタス     | 262      |
|  | 4    | ダニエル・リカルド     | 192      |
|  | 5    | キミ・ライコネン       | 178      |

|  | 順位 | コンストラクター                | ポイント |
|  | ---- | ------------------------------- | -------- |
|  | 1    | メルセデス                      | 595      |
|  | 2    | フェラーリ                      | 455      |
|  | 3    | レッドブル-タグ・ホイヤー       | 340      |
|  | 4    | フォース・インディア-メルセデス | 175      |
|  | 5    | ウィリアムズ-メルセデス         | 76       |

- 注：ドライバー、コンストラクター共にトップ5のみ表示。